# Ludwig Walz
Ludwig Peter Walz (* 7. Februar 1898 in Ulm; † 24. Juli 1989 in Riedlingen) war ein deutscher Bekleidungskaufmann und Bürgermeister von Riedlingen. Er war ein christlicher Sabbatianer. Er wurde 1974 als Gerechter unter den Völkern geehrt.

## Leben
Walz absolvierte in seiner Heimatstadt die Mittelschule und machte eine kaufmännische Lehre. Während des Ersten Weltkriegs wurde er 1916 als Soldat einberufen und kämpfte im Feldartillerie-Regiment „König Karl“ (1. Württembergisches) Nr. 13 unter anderem an der Somme, bei Verdun und an der Maas. 1918 erhielt er für sein Pflichtbewusstsein das Eiserne Kreuz II. Klasse verliehen. Am 4. Februar 1919 wurde er aus der Württembergischen Armee entlassen. Nachdem er zunächst im elterlichen Geschäft für Herren- und Knabenbekleidung in Ulm tätig gewesen war, eröffnete er 1924 in Riedlingen ein Bekleidungshaus für Männer und Knaben. Er war ursprünglich durch seine Mutter unter Siebenten-Tags-Adventisten, engagierte sich in Riedlingen aber bald in der pietistischen Michael Hahn’schen Gemeinschaft und war ein christlicher Sabbatianer.
Ab 1934 fuhr er bis 1942 einmal wöchentlich bei Nacht in das 35 Kilometer entfernte Buttenhausen zur dortigen jüdischen Gemeinde, um diese mit Nahrungsmitteln zu versorgen. Auch bei der Deportation nach Riga und Theresienstadt unterstützte er sie noch mit Lebensmitteln. Bereits früh hatte er vor den Nationalsozialisten gewarnt, und zahlreiche Briefe an evangelische Pfarrer geschrieben, die er ihnen teilweise selbst auf die Kanzeln legte. Bei seiner Einberufung zur Wehrmacht weigerte er sich, in einer hakenkreuzgeschmückten Uniform zu dienen und den Fahneneid zu leisten, kam aber glimpflich mit einer dreitägigen Gefängnisstrafe davon, nachdem ein evangelischer Pfarrer darauf aufmerksam gemacht hatte, dass er im Ersten Weltkrieg mit dem Eisernen Kreuz II. Klasse ausgezeichnet worden war. Den Hitlergruß lehnte er zeitlebens ab und verweigerte auch die Beflaggung seines Geschäftsgebäudes.
Nach dem Zweiten Weltkrieg wurde Walz 1945 zum Gemeinderat gewählt, im Jahr 1947 wurde er, obwohl er evangelisch war, von der fast gänzlich katholischen Riedlinger Bevölkerung zum Bürgermeister gewählt. Dieses Amt bekleidete er bis 1954. In diesem Amt gründete er den Riedlinger Stadtteil Eichenau, in welchem er 150 deutschen Flüchtlingen aus dem ungarischen Szarazd, die zuvor im bayerischen Vilshofen untergebracht waren, eine neue Heimat bot. Sein Bekleidungshaus führte er über insgesamt 47 Jahre bis ins Jahr 1971.

## Gerechter unter den Völkern
Am 10. September 1974 wurde er auf einen Hinweis der jüdischen Überlebenden Jutta Gut für seine Tätigkeiten im Dritten Reich von der Gedenkstätte Yad Vashem als Gerechter unter den Völkern ausgezeichnet. Am 9. Februar 1975 wurde ihm im Saal der jüdischen Gemeinde in Stuttgart die Medaille und die Urkunde der Auszeichnung überreicht. Er lebte bis zu seinem Tod im Jahr 1989 im von ihm begründeten Riedlinger Stadtteil Eichenau.

## Gedenken
Anfang 2009 wurde nach ihm eine Riedlinger Straße als Ludwig-Walz-Straße benannt, womit sowohl seine Aktionen für die jüdische Bevölkerung im Dritten Reich wie auch sein lebenslanger Einsatz für die Schwachen, darunter auch Menschen mit Behinderungen, geehrt werden solle.